# Stalolidia linnavuorii
Stalolidia linnavuorii är en insektsart som beskrevs av Nielson 1979. Stalolidia linnavuorii ingår i släktet Stalolidia och familjen dvärgstritar. Inga underarter finns listade i Catalogue of Life.